# Luxgen n7
Luxgen n7 (стилізований надрядковим номером як n 7 ) — це 5-або 7-місний електричний кросовер середнього розміру, вироблений тайванською автомобільною компанією Luxgen, приблизно такого ж розміру, як Luxgen URX з ДВЗ. 
Він був розроблений Foxtron, спільним підприємством, заснованим у 2020 році між материнською компанією Luxgen Yulon і Hon Hai Precision, більш відомою як Foxconn. Перший публічний огляд концептуального автомобіля Foxtron Model C відбувся в жовтні 2021 року, а n7 було анонсовано як роздрібну версію в жовтні 2022 року; виробництво розпочато наприкінці 2023 року. 

## Історія
Концепт Foxtron Model C був представлений на другому щорічному Hon Hai Tech Day у жовтні 2021 року,  з серійною версією, показаною через рік, яка продаватиметься на Тайвані як Luxgen n7. Продажі за попередніми замовленнями мали розпочатися в жовтні 2022 року  , а виробництво — у листопаді 2023 року; перші автомобілі були доставлені роздрібним клієнтам до середини січня 2024 року. 
До вересня 2023 року Luxgen отримала 20 000–25 000 попередніх замовлень на n7; на той час n7 мав найнижчу початкову ціну з усіх електромобілів на Тайвані.  До листопада було понад 9100 підтверджених попередніх замовлень.  Очікується, що модель C або її похідна буде продаватися в Південно-Східній Азії та Сполучених Штатах до третього кварталу 2025 року. 

## Дизайн
Luxgen n7 базується на платформі Foxtron MIH , яка представлена як набір із «відкритим кодом» для розробки електромобілів і технологій автономного водіння; в обмін на доступ до платформи MIH автомобільні компанії передадуть контракт на все виробництво Foxconn.  MIH, що означає «Mobility in Harmony» , було оголошено у 2020 році.  Операціями MIH керує Foxtron Vehicle Technologies, спільне підприємство Foxtron і Yulon R&D center, Hua-chuang Automobile Information Технічний центр (HAITEC).  Стилізацією та інженерним дизайном займалася компанія Foxtron, яка також бере на себе відповідальність за управління ланцюгом постачання компонентів і управління виробництвом, тоді як Yulon виробляє транспортні засоби на своїй фабриці в Мяолі. 
Зовнішні розміри подібні до Luxgen URX, але n7 має довшу колісну базу на 200 мм. 

### Силовий агрегат
Остаточні серійні версії, показані спочатку в жовтні 2023 року, були оснащені шасі з одним двигуном, заднім приводом і батареєю стандартного діапазону з орієнтовною ємністю 60 кВт/год.  Крім того, одномоторна модель великого радіусу дії, оснащена більшою батареєю для приблизно 700 км запасу ходу, а також модель із подвійним двигуном і повним приводом із сумарною максимальною потужністю 460 к.с. (340 кВт) очікуються в майбутньому.  Прототип Model C з подвійними двигунами та батареєю ємністю 80 кВт-год був продемонстрований у жовтні 2023 року 
Споживання одномоторної версії стандартного діапазону оцінюється в 13,2–14,3 кВт‑год/100 км, що забезпечує запас ходу 489–505 км за Новим європейським циклом руху, залежно від конфігурації конкретної моделі.  Швидка зарядка постійним струмом забезпечується через роз’єм CCS1 із максимальною потужністю 135 кВт, яка, як стверджується, заряджає акумулятор від 10% до 80% за 30 хвилин. 